# Angelo Conterno
Angelo Conterno (Torino, 13 marzo 1925 – Torino, 1º dicembre 2007) è stato un ciclista su strada italiano. Professionista dal 1950 al 1965, fu il primo italiano a vincere la Vuelta a España, nel 1956. Vinse inoltre un Giro del Piemonte e tre tappe al Giro d'Italia.

## Carriera
Detto anche "Penna Bianca", Conterno iniziò a correre nel 1948 (a 23 anni) nell'UISP, poi nel 1949 fu dilettante FCI e nel 1950 dilettante senior, vincendo alcune gare tra cui Torino-Valtournenche, Coppa Città di Cuorgnè, Trofeo Aurora e Campionato piemontese dilettanti senior (1950).
Nel settembre del 1950 debuttò tra i professionisti con un decimo posto al Giro di Lombardia. Nel 1952 fu maglia rosa al Giro d'Italia, in cui vinse una tappa e terminò ventiquattresimo in classifica finale; nello stesso anno si aggiudicò il Giro del Sestriere, piazzandosi inoltre terzo al Giro di Toscana, quinto al Giro del Veneto, secondo alla Milano-Vignola e settimo al Campionato italiano a punti. Nel 1953 fu quinto assoluto al Giro d'Italia e maglia bianca quale primo tra gli indipendenti; alcune settimane dopo vinse il Giro dell'Appennino (all'epoca "Circuito dell'Appennino"), con ripetuti attacchi fin dai primi chilometri di gara.
Nel 1954 fu decimo al Giro d'Italia, in cui vinse anche una tappa. Durante l'annata fu vittorioso al Giro del Lazio, terminando inoltre secondo al Giro dell'Appennino, terzo al Giro del Piemonte, al Gran Premio Industria e Commercio di Prato e alla Coppa Bernocchi e ottavo alla Parigi-Tours e alla Milano-Sanremo. Nel 1955 fu diciottesimo al Giro d'Italia, in cui vinse ancora una tappa, secondo al Giro del Piemonte, terzo al Giro di Lombardia e quinto alla Tre Valli Varesine, corsa a cronometro.
Nel 1956 partecipò alla Vuelta a España con i colori della Nazionale italiana: ottenne la vittoria di tappa già il secondo giorno a Oviedo e vestì la maglia "amarillo", che conservò ininterrottamente fino al traguardo finale di Bilbao; conquistò la vittoria in modo eroico, in quanto nelle ultime tappe, corse con una broncopolmonite e trentanove di febbre. Divenne il primo italiano a riuscire nell'impresa, spuntandola per soli 13 secondi su Jesús Loroño. Nella stessa stagione si impose al Giro di Campania e partecipò al Tour de France giungendo a Parigi quarantunesimo.
Nel 1957 vinse il Giro del Veneto e ottenne ancora una serie di piazzamenti di rilievo: terzo al Giro di Romagna, alla Tre Valli Varesine, al Giro dell'Emilia e alla Parigi-Tours e settimo al Giro di Lombardia, mentre al Giro d'Italia fu costretto al ritiro da una caduta. Nel 1958 ripeté la stagione precedente vincendo il Giro della Provincia di Reggio Calabria e riportando una serie di importanti piazzamenti: terzo al Giro delle Fiandre, quarto alla Milano-Sanremo e quinto al Giro di Romagna.
Il 1959 lo vide vincere il Campionato di Zurigo, massima corsa in linea elvetica, il Giro del Ticino e una tappa al Giro di Romandia, dove concluse quarto in classifica generale. Concluse quattordicesimo al Giro d'Italia, al termine del quale si classificò primo nella speciale classifica "traguardi volanti". Con la Carpano fu campione italiano a squadre; fu anche quinto alla Liegi-Bastogne-Liegi, nono ai campionati del mondo e terzo al Giro del Lazio valido come campionato italiano, perso per via di un fotografo che sconsideratamente gli attraversò la pista. Nel 1960 fu ancora protagonista pur senza ottenere vittorie: terminò al terzo posto la Tre Valli Varesine valida come Campionato italiano, settimo il Giro di Romandia, ventunesimo il Giro d'Italia, terzo il Giro della Provincia di Reggio Calabria e quarto il Giro del Lazio.
Nel 1961 tornò alla vittoria imponendosi nel classico Giro del Piemonte e nel Trofeo Matteotti; al Giro d'Italia fu sedicesimo. Nel 1962 fu ventunesimo al Giro d'Italia e ottenne altri piazzamenti e nel 1963 si ripeté con un ventisettesimo posto al Giro d'Italia. Nel 1964 e 1965 fu ancora professionista e ottenne diversi piazzamenti e a 40 anni, nella sua ultima stagione, fu sesto al Giro di Romagna, settimo al Giro di Campania e quindicesimo al Campionato italiano. Abbandonò l'attività con all'attivo 26 vittorie da professionista; in totale disputò dieci Giri d'Italia, vincendo tre tappe e arrivando una volta quinto nel 1953.

## Dopo il ritiro
Nel 1966 fu direttore sportivo della Sanson. Preferì tuttavia tornare a correre da veterano e gentleman, categorie in cui vinse dodici campionati mondiali master su strada.
È scomparso il 1º dicembre 2007 all'età di 82 anni; è sepolto nel cimitero di Santena, località dove abitò per la maggior parte della sua vita.

## Palmarès
- 1950 (Dilettanti)

Coppa Città di Cuorgnè
Torino-Valtournenche
- 1952 (Fréjus & Tigra, due vittorie)

Giro del Sestriere
2ª tappa Giro d'Italia (Bologna > Montecatini Terme)
- 1953 (Fréjus, una vittoria)

Circuito dell'Appennino
- 1954 (Fréjus, due vittorie)

Giro del Lazio
4ª tappa Giro d'Italia (Catanzaro > Bari)
- 1955 (Torpado, una vittoria)

18ª tappa Giro d'Italia (Trieste > Cortina d'Ampezzo)
- 1956 (Bianchi, tre vittorie)

2ª tappa Vuelta a España (Santander > Oviedo)
Classifica generale Vuelta a España
Giro di Campania
- 1957 (Bianchi, una vittoria)

Giro del Veneto
- 1958 (Carpano, una vittoria)

Giro della Provincia di Reggio Calabria
- 1959 (Carpano, tre vittorie)

Giro del Ticino
Campionato di Zurigo
3ª tappa Giro di Romandia (Ginevra > Delémont)
- 1961 (Baratti, due vittorie)

Giro del Piemonte
Trofeo Matteotti

### Altri successi
- 1954 (Fréjus)

Circuito di Latina

## Piazzamenti

### Grandi giri
- Giro d'Italia

1952: 24º
1953: 5º
1954: 10º
1955: 18º
1957: ritirato
1958: ritirato
1959: 14º
1960: 21º
1961: 16º
1962: 21º
1963: 27º
- Tour de France

1956: 41º
- Vuelta a España

1956: vincitore

### Classiche monumento
- Milano-Sanremo

1950: 5º
1951: 75º
1952: 36º
1954: 18º
1955: 59º
1958: 66º
1959: 17º
1960: 66º
1961: 17º
- Giro delle Fiandre

1958: 3º
1961: 32º
1963: ritirato
- Parigi-Roubaix

1956: 26º
1957: 39º
1958: 28º
1959: 17º
1961: 119º
1962: 44º
1963: 50º
- Liegi-Bastogne-Liegi

1959: 5º
- Giro di Lombardia

1950: 10º
1951: 6º
1952: 39º
1953: 5º
1954: 31º
1955: 3º
1956: 22º
1957: 7º
1958: 10º
1960: 15º
1961: 8º
1962: 6º
1963: 6º
1964: 11º

### Competizioni mondiali
- Campionati del mondo[1]

Zandvoort 1959 - In linea Professionisti: 10º
Berna 1961 - In linea Professionisti: 12º